# Zlatno (Banská Bystrica)
Zlatno (in ungherese Zlatnó) è un comune della Slovacchia facente parte del distretto di Poltár, nella regione di Banská Bystrica.